# Geología de Andalucía
La geología de Andalucía es el resultado del complejo proceso de orogenia que tuvo lugar tras la colisión de las microplacas Ibérica y de Alborán durante el Mioceno. Los materiales más antiguos emergidos proceden de la antigua formación del Macizo Ibérico datada en el Carbonífero; el acercamiento de la Placa Africana provocó a lo largo del plegamiento alpino que los materiales presentes en el antiguo lecho marino que rodeaba al macizo original salieran a la superficie conformando la actual Cordillera Bética. Sin embargo las rocas presentes en esta cordillera señalan un origen complejo al ser originarias por una parte del borde de la Placa Ibérica, por otra parte del borde de la Placa de Alborán y por otra parte de los materiales depositados entre ambas.

## Macizo Ibérico

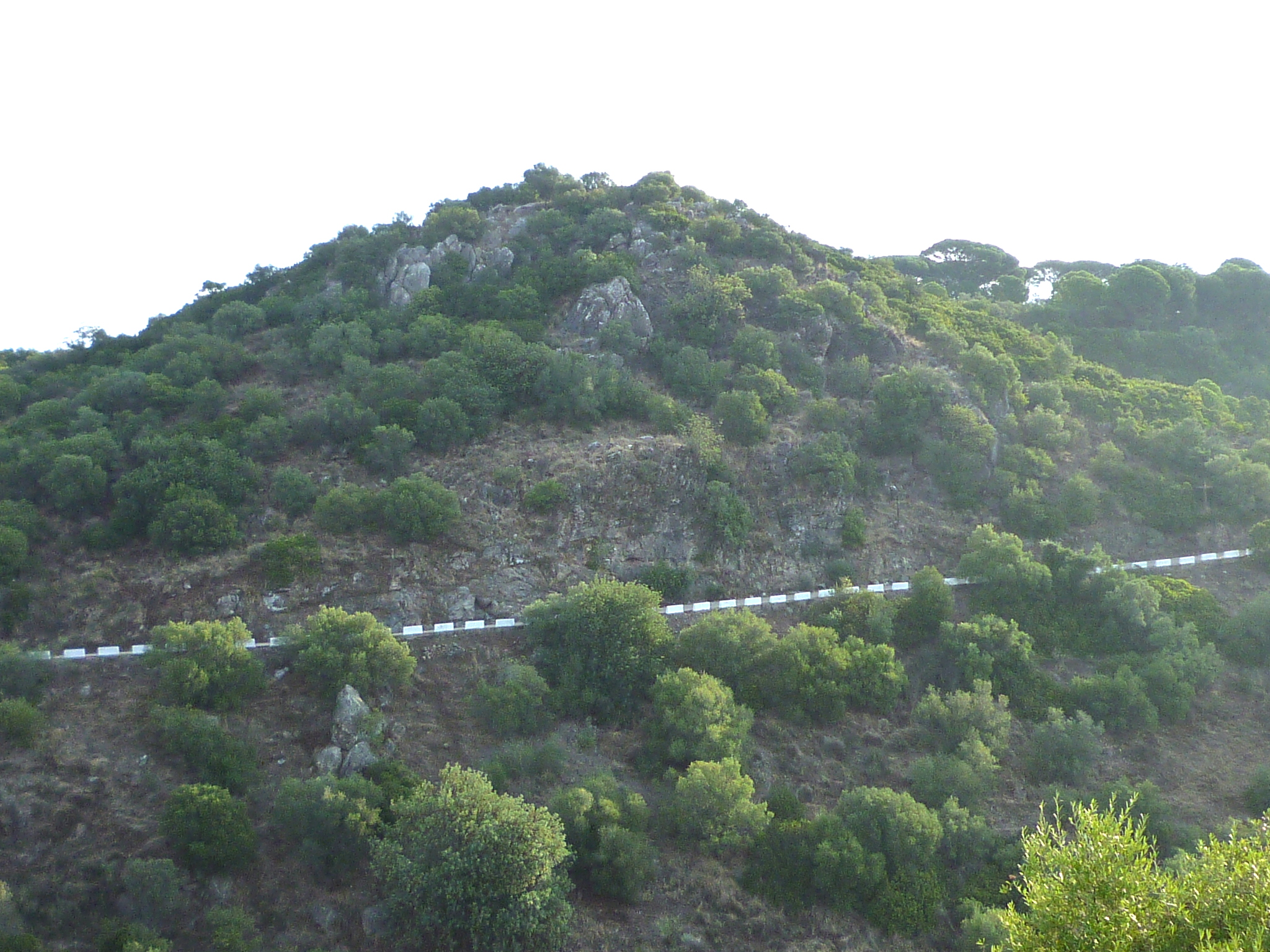
Zona de Ossa-Morena: Proterozoico (andesitas) y Cámbrico inferior (conglomerados y calizas con arqueociatos) en el afloramiento clásico del Cerro de las Ermitas (Córdoba).

Los restos del Macizo Ibérico o Hespérico ocupan la región noroccidental de la comunidad andaluza, en las provincias de Huelva, Sevilla, Jaén y Córdoba. Los materiales presentes son de origen paleozoico, cuando fueron depositados en una cuenca submarina. Durante el Carbonífero inferior la orogenia varisca provocó el levantamiento de las rocas y la formación de cordilleras. La diferente naturaleza de las rocas presentes permite diferenciar cinco zonas fundamentales en todo el macizo, tres de ellas representadas en Andalucía.
La zona Centroibérica está formada por pizarras y cuarcitas ocupando áreas del norte de Jaén y Córdoba; la zona de Ossa-Morena presenta mayor heterogeneidad que la anterior y es posible diferenciar materiales de origen precámbrico con gneiss, pizarras y cuarcitas, cámbrico con areniscas y calizas y silúrico-devónico con lutitas y rocas volcánicas, comprende localidades del norte de Córdoba y Sevilla; la zona Sudportuguesa por su parte posee materiales originales del Carbonífero, fundamentalmente areniscas y del Devónico con pizarras, cuarcitas y diversos afloramientos de rocas volcánicas, ocupa el norte de la provincia de Huelva.

## Cordilleras béticas
La Cordillera Bética ocupa la mayor parte del territorio andaluz desde el sur de la provincia de Huelva hasta los límites con las comunidades autónomas de Castilla-La Mancha y Murcia. La formación de la cordillera tuvo lugar durante el plegamiento alpino al aproximarse las placas ibérica y de Alborán y tiene un equivalente en el norte de África con la Cordillera del Rif. Tras su formación durante el Mioceno el sistema ha desarrollado una gran actividad resultado del aún presente movimiento de placas.
Se diferencian dos zonas básicas en las codilleras béticas, por una parte las zonas externas y por otra las internas, además de la formación alóctona del Campo de Gibraltar y las depresiones postorogénicas.

### Zonas externas
Las zonas externas están formadas por el levantamiento de la cuenca marina situada de la placa ibérica tras su colisión con la de Alborán, colindan con el macizo ibérico. Se diferencian cuatro formaciones, la cobertera tabular está formada por materiales triásicos y jurásicos y ocupa un área reducida en el norte de la provincia de Jaén. Mayor representación tiene el área prebética; en esta zona es posible diferenciar dos unidades básicas, la unidad prebética externa a la cual corresponde fundamentalmente la Sierra de Cazorla con calizas cretácicas de origen continental y la unidad prebética interna de la Sierra de Segura con calizas jurásicas formadas en ámbito marino somero. El dominio intermedio de margas cretácicas y calizas jurásicas ocupa zonas del sur de Jaén y Córdoba y norte de Granada, adyacente a este dominio se encuentra la zona subbética que se extiende desde el norte de la provincia de Cádiz hasta los límites orientales de la comunidad. Está conformado por gran cantidad de unidades y sus materiales tienen principalmente tres orígenes, del triásico son las areniscas y yesos, del jurásico las calizas, dolomías y margocalizas y preorogénicos son los materiales margososos y las areniscas.

### Zonas internas
El origen de estas zonas, al contrario de la anterior es el movimiento vertical del borde de la microplaca de Alborán sobre el borde submarino de la Placa ibérica. Existen tres dominios diferenciados formados en diferentes periodos geológicos y montados uno sobre otro. El complejo Nevado-Filábride posee principalmente rocas metamórficas (micaesquistos, gneises y mármoles) de probable origen triásico; comprende la Sierra de los Filabres y Sierra Nevada. Sobre este complejo se sitúa el complejo Alpujárride con origen también terciario, materiales de diversa naturaleza, desde mármoles hasta calizas o pizarras y que se extiende desde la Serranía de Ronda hasta los límites con Murcia, con especial representación en la costa de Granada y sobre todo Provincia de Almería. Finalmente el complejo Maláguide está formado por areniscas, calizas y conglomerados de origen paleozoico y presentes en los alrededores de la ciudad de Málaga y muy fragmentado hasta Estepona.

### Unidades del Campo de Gibraltar
Presentes fundamentalmente en los alrededores del Estrecho de Gibraltar, aunque alcanzan muy fraccionados los alrededores de Antequera. Los materiales que conforman estas unidades corresponden a aquellos depositados en regiones muy profundas entre las placas de Alborán e Ibérica. Tras el acercamiento de ambas placas estos materiales fueron deplazados hacia los márgenes aflorando más tarde. Son materiales de origen cretácico, fundamentalmente lutitas y areniscas en forma de flysch por la sedimentación en corrientes de turbidez.

### Depresiones neógenas e intramontañosas
Tienen su origen en el propio plegamiento alpino al quedar amplias zonas sin plegar y rodeadas de grandes cordilleras. Los materiales presentes son siempre sedimentarios o conglomerados y su depósito se vino produciendo desde los primeros momentos de la orogenia hasta la actualidad. Destaca especialmente la Depresión del Guadalquivir por su gran extensión pero también las depresiones internas, llamadas localmente hoyas situadas en los alrededores de Ronda, Antequera, Granada, Guadix o Baza. Materiales similares se encuentra en las desembocaduras de los mayores ríos de la comunidad.